# 赵景贤
赵景贤（1822年—1863年），字竹生，清末湖州府归安县人。清朝政治人物、赵炳言之子。
归安县与湖州府同城而治，赵氏为湖州城内的世家大族。道光二十年（1840年），鄉試中舉，授宣平教諭，改內閣中書。咸豐三年（1853年），在湖州府募集團練；太平军忠王李秀成在咸丰十年（1860年）以重兵围湖州城，赵景贤组织乡勇抵抗，打退太平军数度围城，至同治元年（1862年）正月才城陷被俘就义。后湖州城内曾为其建有祠堂。今湖州竹安巷有其故居尚存。
有子趙深彥、趙濱彥、趙潤彥、趙滋彥、趙溱彥、趙淶彥。著名版画家赵延年、两弹一星功勋赵九章、诗人北岛（赵振开）均为赵景贤的后裔。

## 延伸阅读
[在维基数据编辑]
 《清史稿·卷400》，出自趙爾巽《清史稿》